# The Chase (film, 2017)
Ne doit pas être confondu avec The Chaser (film).
Pour les articles homonymes, voir The Chase.
Pour plus de détails, voir Fiche technique et Distribution.
The Chase (hangeul : 반드시 잡는다 ; RR : Bandeusi jabneunda, littéralement « Je dois attraper ») est un thriller sud-coréen par Kim Hong-seon, sorti en 2017. Il s’agit de l’adaptation du webtoon Aridong Last Cowboy (아리동 라스트 카우보이, 2010).

## Synopsis
Antipathique, un propriétaire d’un vieil immeuble à Aridong tient à rappeler, presque tous les jours, à ses locataires de payer leur loyer en retard. En tant que serrurier, il se déplace en scooter : il apprend, aux alentours de son quartier, que la disparition des personnes âgées sont mystérieuses du fait que leurs corps sont retrouvés inertes dans de différents lieux. On murmure que la ville cache un tueur en série, que la police elle-même ignore l’identité. Soudain apparaît un inspecteur qui demande de l’aide au propriétaire : pour lui, il s’agit du même meurtrier d’il y a trente ans…

## Fiche technique
source : Kobiz - Korean Film Biz Zone
- Titre original : 반드시 잡는다
- Titre international : The Chase
- Réalisation : Kim Hong-seon
- Scénario : Lee Chan-yeong et Yoo Kab-yeol, d’après le webtoon Aridong Last Cowboy (아리동 라스트 카우보이, 2010)[1]
- Photographie : Choi Joo-yeong
- Montage : Sin Min-kyeong
- Production : Hwang Sung-gil
- Société de production : AD406
- Société de distribution : Next Entertainment World
- Pays d’origine :  Corée du Sud
- Langue originale : coréen
- Format : couleur
- Genre : thriller
- Durée : 110 minutes
- Date de sortie :
  - Corée du Sud : 29 novembre 2017 (sortie nationale, avant-première mondiale)
  - Monde : 2 mars 2018 (Netflix)[2]

## Distribution
- Baek Yoon-sik : Sim Deok-soo
- Sung Dong-il : Park Pyeong-dal
  - Jung Sung-il : Park Pyeong-dal, trente plus tôt
- Chun Ho-jin : Na Jeong-hyeok
  - Wi Ha-joon : Na Jeong-hyeok, trente plus tôt
- Bae Jong-ok : Min Yeong-sook
  - Jung Yoo-min : Min Yeong-sook, trente plus tôt
- Son Jong-hak : M. Choi
  - Jo Hyun-sik : M. Choi, trente plus tôt
- Kim Hye-in : Kim Ji-eun
- Jo Dal-hwan : l’agent Lee
- Park Hyoung-soo : Bae Doo-sik
- Lee Kan-hee : Lee Jeong-ae, la femme de Jeong-hyeok
  - Yoon Jin : Lee Jeong-ae, trente plus tôt
- Park Ji-hyun : Kim Soo-kyung
- Kim Si-young : l’aidant naturel
- Oh Chi-woon : le président Song
- Lee Kwang-se : Jeong Man-hong
- Lee Min-woong : le fils de Pyeong-dal
- Lee Jeong-eun : la maman de Kim Ji-eun
- Son Seong-chan : le chef de la police
- Yoo Jae-myung : l’inspecteur Go

## Accueil
Sortie et diffusion
The Chase sort le 29 novembre 2017 en Corée du Sud. Il diffuse mondialement le 2 mars 2018 sur Netflix).